# Ат-Такасур
Ат-Така́сур (араб. التكاثر — Преумножение) — сто вторая сура Корана. Сура мекканская.  Состоит из 8 аятов.

## Содержание
В суре порицаются те, которых охватила страсть к преумножению (детей и имущества), отвратив их от выполнения своего долга перед Аллахом и исполнения его предписаний.

 Страсть к преумножению (похвальба богатством и детьми) увлекает вас ۝ настолько, что вы посещаете кладбища, чтобы бахвалиться своими покойниками (или пока вы сами не посетите могилы). ۝ Но нет! Скоро вы узнаете! ۝ Ещё раз нет! Скоро вы узнаете! ۝ Но нет! Если бы вы только обладали знанием с полной убеждённостью! ۝ А ведь вы непременно увидите Ад. ۝ Вы увидите его своими глазами доподлинно. ۝ В тот день вы будете спрошены о благах. 
—  102:1—8 (Кулиев)